# روکتسی (آلکساندروواتس)
روکتسی (به صربی: Rokci) یک منطقهٔ مسکونی در صربستان است که در الکساندراواک واقع شده‌است. روکتسی ۲۱۳ نفر جمعیت دارد.